# Lista de monarcas americanos
A lista de monarcas americanos inclui todos os monarcas que reinaram em vários reinos e territórios que existiram nas Américas ao longo da história.

## Atuais monarquias
Estados soberanos
| Estado                   | Tipo           | Monarca    | Monarca            | Ascensão                                         | Herdeiro  |
| ------------------------ | -------------- | ---------- | ------------------ | ------------------------------------------------ | --------- |
| Antígua e Barbuda        | Constitucional | Carlos III | Carlos III (1948–) | 8 de setembro de 2022 (2 anos, 6 meses e 2 dias) | Guilherme |
| Bahamas                  | Constitucional | Carlos III | Carlos III (1948–) | 8 de setembro de 2022 (2 anos, 6 meses e 2 dias) | Guilherme |
| Belize                   | Constitucional | Carlos III | Carlos III (1948–) | 8 de setembro de 2022 (2 anos, 6 meses e 2 dias) | Guilherme |
| Canadá                   | Constitucional | Carlos III | Carlos III (1948–) | 8 de setembro de 2022 (2 anos, 6 meses e 2 dias) | Guilherme |
| Granada                  | Constitucional | Carlos III | Carlos III (1948–) | 8 de setembro de 2022 (2 anos, 6 meses e 2 dias) | Guilherme |
| Jamaica                  | Constitucional | Carlos III | Carlos III (1948–) | 8 de setembro de 2022 (2 anos, 6 meses e 2 dias) | Guilherme |
| São Cristóvão e Neves    | Constitucional | Carlos III | Carlos III (1948–) | 8 de setembro de 2022 (2 anos, 6 meses e 2 dias) | Guilherme |
| Santa Lúcia              | Constitucional | Carlos III | Carlos III (1948–) | 8 de setembro de 2022 (2 anos, 6 meses e 2 dias) | Guilherme |
| São Vicente e Granadinas | Constitucional | Carlos III | Carlos III (1948–) | 8 de setembro de 2022 (2 anos, 6 meses e 2 dias) | Guilherme |

Territórios e dependências
| Estado                                 | Tipo           | Monarca             | Monarca                     | Ascensão                                         | Herdeiro        |
| -------------------------------------- | -------------- | ------------------- | --------------------------- | ------------------------------------------------ | --------------- |
| Anguila                                | Constitucional | Carlos III          | Carlos III (1948–)          | 8 de setembro de 2022 (2 anos, 6 meses e 2 dias) | Guilherme       |
| Bermudas                               | Constitucional | Carlos III          | Carlos III (1948–)          | 8 de setembro de 2022 (2 anos, 6 meses e 2 dias) | Guilherme       |
| Ilhas Caimã                            | Constitucional | Carlos III          | Carlos III (1948–)          | 8 de setembro de 2022 (2 anos, 6 meses e 2 dias) | Guilherme       |
| Ilhas Geórgia do Sul e Sandwich do Sul | Constitucional | Carlos III          | Carlos III (1948–)          | 8 de setembro de 2022 (2 anos, 6 meses e 2 dias) | Guilherme       |
| Ilhas Malvinas                         | Constitucional | Carlos III          | Carlos III (1948–)          | 8 de setembro de 2022 (2 anos, 6 meses e 2 dias) | Guilherme       |
| Monserrate                             | Constitucional | Carlos III          | Carlos III (1948–)          | 8 de setembro de 2022 (2 anos, 6 meses e 2 dias) | Guilherme       |
| Ilhas Virgens Britânicas               | Constitucional | Carlos III          | Carlos III (1948–)          | 8 de setembro de 2022 (2 anos, 6 meses e 2 dias) | Guilherme       |
| Turcas e Caicos                        | Constitucional | Carlos III          | Carlos III (1948–)          | 8 de setembro de 2022 (2 anos, 6 meses e 2 dias) | Guilherme       |
| Aruba                                  | Constitucional | Guilherme Alexandre | Guilherme Alexandre (1967–) | 30 de abril de 2013 (11 anos, 10 meses e 8 dias) | Catarina Amália |
| Curaçau                                | Constitucional | Guilherme Alexandre | Guilherme Alexandre (1967–) | 30 de abril de 2013 (11 anos, 10 meses e 8 dias) | Catarina Amália |
| São Martinho                           | Constitucional | Guilherme Alexandre | Guilherme Alexandre (1967–) | 30 de abril de 2013 (11 anos, 10 meses e 8 dias) | Catarina Amália |
| Gronelândia                            | Constitucional | Frederico X         | Frederico X (1968–)         | 14 de janeiro de 2024 (1 ano, 1 mês e 24 dias)   | Cristiano       |

## Antigas monarquias
| Estado   | Tipo           | Último monarca | Último monarca            | Reinado                                                                       | Último herdeiro |
| -------- | -------------- | -------------- | ------------------------- | ----------------------------------------------------------------------------- | --------------- |
| Brasil   | Constitucional | Pedro II       | Pedro II (1825–1891)      | 7 de abril de 1831 – 15 de novembro de 1889 (58 anos, 7 meses e 8 dias)       | Isabel          |
| Guiana   | Constitucional | Isabel II      | Isabel II (1926–2022)     | 26 de maio de 1966 – 23 de fevereiro de 1970 (3 anos, 8 meses e 28 dias)      | Carlos          |
| Haiti    | Absoluta       | Henrique II    | Henrique II (1804–1820)   | 8 de outubro de 1820 – 18 de outubro de 1820 (10 dias)                        | —               |
| México   | Constitucional | Maximiliano I  | Maximiliano I (1832–1867) | 10 de abril de 1864 – 15 de maio de 1867 (3 anos, 1 mês e 5 dias)             | Agustín         |
| Suriname | Constitucional | Juliana        | Juliana (1909–2004)       | 15 de dezembro de 1954 – 25 de novembro de 1975 (20 anos, 11 meses e 10 dias) | Beatriz         |

## Estados extintos
| País                           | Período      | Tipo                          | Sucessão                           | Ultimo Monarca        | Ultimo Herdeiro Aparente |
| ------------------------------ | ------------ | ----------------------------- | ---------------------------------- | --------------------- | ------------------------ |
| Império Inca                   | 1438 - 1532  | Império, Absoluto e Federal   | Hereditária (A escolha do monarca) | Atahualpa             | Nenhum                   |
| Império Azteca                 | 1325 - 1525  | Império, Federação            | Hereditária, Meritocrática         | Cuauhtémoc            | Nenhum                   |
| Reino Misquito                 | 1687 - 1894  | Reino, Absoluto e Protetorado | Hereditária                        | Robert Henry Clarence | Robert Frederick         |
| Reino da Araucânia e Patagônia | 1860 - 18625 | Reino, Constitucional         | Hereditária                        | Antoine I             | Nenhum                   |